# Оберн (Массачусетс)
Оберн — город в округе Вустер штата Массачусетс, США. Численность населения — 16,188 (2010). Площадь — 42,5 км².

## Достопримечательности
- Обернская публичная библиотека
- Обернский исторический музей